# Pensacola poecilocilia
Pensacola poecilocilia är en spindelart som beskrevs av Lodovico di Caporiacco 1955. Pensacola poecilocilia ingår i släktet Pensacola och familjen hoppspindlar. Inga underarter finns listade i Catalogue of Life.